# BMW M44
Der BMW M44 ist ein von BMW entwickelter wassergekühlter Reihenvierzylinderottomotor mit einem Hubraum von 1895 cm³ und mit Vierventiltechnik, der auf dem BMW M42 basiert. Er besitzt zwei obenliegende Nockenwellen. Die Ventile werden durch drehzahlfestere Rollenschlepphebel betätigt anstatt der herkömmlichen Tassenstößel mit hydraulischem Ventilspielausgleich. Die Duplex-Rollensteuerkette blieb weiterhin erhalten. Auf Grund des längeren Hubs wurde eine neue Kurbelwelle mit vier statt acht Ausgleichsgewichten verwendet, welche nun gegossen anstatt wie beim M42 geschmiedet war. Die Durchmesser der Lagerzapfen blieben dieselben wie beim Vorgänger, weshalb der Kurbeltrieb gerne für Tuningzwecke eingesetzt wird.
Es wurde die Differenzierte Sauganlage (DISA) sowie die Motronic M 5.2 in Verbindung mit Hitzdraht-Luftmassenmesser eingesetzt.
Der M44 kam im BMW E36 zum Einsatz, ebenso wie im BMW Z3 Roadster.

## Daten
| Motor- bezeichnung | Hubraum          | Bohrung × Hub   | Ventile/Zyl. | Leistung bei 1/min       | Drehmoment bei 1/min | Bauzeit   |
| ------------------ | ---------------- | --------------- | ------------ | ------------------------ | -------------------- | --------- |
| M44B19             | 1,9 l (1895 cm3) | 85 mm × 83,5 mm | 4            | 103 kW (140 PS) bei 6000 | 180 Nm bei 4300      | 1994–2000 |

Quellen:
- Der M44B19 bei bmwarchiv.de, 14. Februar 2018 abrufbar.
- Betriebsanleitung BMW Z3 bei BMW Group Archiv, Seite 160/pdf-Seite 82 (Motordaten), abgerufen am 20. Februar 2018

## Einsatz
M44B19
- 1995–1999 BMW Z3 Roadster 1.9[4]
- 1996–1999 BMW E36/5 318ti Compact[1]
- 1996–1999 BMW E36/2 318is Coupé[1]